# Alliance austro-russe (1781)

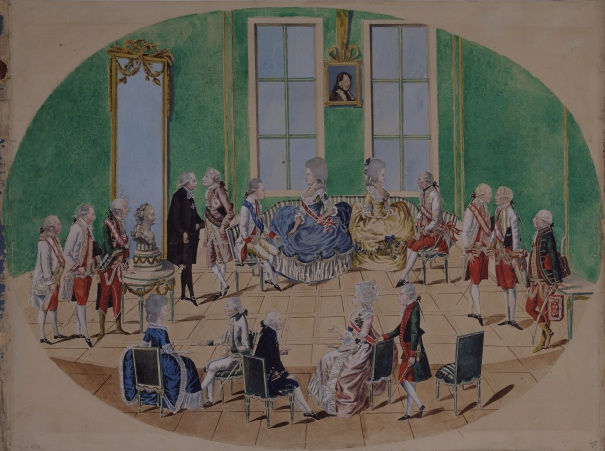
Signature de l'alliance austro-russe (1781)

L'alliance austro-russe fait référence au traité d'alliance signé entre l'empire d'Autriche et l'empire de Russie en mai-juin 1781.

## Contexte
La Russie est jusqu'en 1780 alliée au royaume de Prusse (alliance russo-prussienne (en)) ; cependant, avec le temps, l'attention de la Russie se porte de plus en plus vers le sud et l'Empire ottoman. 

## Teneur de l'alliance
Plaidée par Grigori Potemkine, cette nouvelle orientation réduit la valeur stratégique de la Prusse en tant qu'allié et rend l'Autriche plus attrayante. En 1777, l'alliance russo-prussienne est prolongée, mais à la cour impériale de Saint-Pétersbourg, l'influence de la faction pro-prussienne de Nikita Panine est éclipsée par la politique pro-autrichienne de Grigori Potemkine. Après la mort de Marie-Thérèse d'Autriche, Joseph II souhaite améliorer des relations avec la Russie. Au début de l'année 1781, des négociations secrètes commencent pour aboutir à une alliance en mai-juin.
L'alliance entre la Prusse et de la Russie dure formellement jusqu'en 1788, mais elle perd de sa signification avec la déclaration de l'alliance austro-russe, qui isole la Prusse sur la scène internationale. L'alliance austro-russe est notamment une des causes de la guerre austro-turque de 1788-1791 et la guerre russo-turque de 1787-1792.
En 1790, l'alliance se tend, et la Russie informe l'Autriche qu'elle n'a aucun désir d'intervenir en cas de conflit avec la Prusse.